# Daniel Bodo von der Schulenburg
Daniel Bodo Freiherr von der Schulenburg, seit 1715 Graf von der Schulenburg (* 21. Dezember 1662 in Emden; † 15. Dezember 1732 ebenda) war königlich-polnischer und kurfürstlich-sächsischer Generalleutnant sowie ab 1720 Erb-, Lehn- und Gerichtsherr auf Dehlitz.

## Leben
Daniel Bodo stammte aus der Adelsfamilie von der Schulenburg. Er war ein Sohn des kurbrandenburgischen Geheimrats und Kammerpräsidenten Gustav Adolf von der Schulenburg und der Petronella Ottilie, geborene von Schwencken aus dem Hause Haselünne. Matthias Johann von der Schulenburg war sein älterer Bruder, in dessen Schatten er zeit seines Lebens stand und der sich nach seinem Tod ein Fünftel am Rittergut Dehlitz sicherte.
Schulenburg studierte mit seinem Bruder an den Universitäten von Saumur und Paris. Nach ihrem Abschluss wurden beide Kammerjunker am Hof in Wolfenbüttel. Anschließend gingen beide zum sächsischen Militär. Beide waren sehr begabt und stiegen im Militär auf. 1697 war er Oberstleutnant und Kommandeur des Dragonerregiments „Flemming“, mit dem er auch in Polen kämpfte. 1698 wurde er zum Oberst befördert und war Generalkommissar der sächsischen Truppen in Polen. 1707 avancierte er zum Generalmajor. Als solcher zeichnete sich Schulenburg in der Schlacht bei Klissow aus, wo er unter seinem Bruder kämpfte. 1711 verließ sein Bruder die Armee, 1716 nahm auch Daniel Bodo als Generalleutnant seinen Abschied.
Er zog sich auf sein Gut zurück, wo er sich mit Georg Wilhelm von Heßler der Goldmacherei widmete. Im Jahr 1725 drohte ihm dann der Konkurs, wovor ihn seine Geschwister retteten. Er starb am 15. Dezember 1732 unverheiratet in seinem Geburtsort.